# Chilenische Badmintonmeisterschaft 2019
Die Chilenische Badmintonmeisterschaft 2019 fand vom 31. August bis zum 1. September 2019 in Temuco statt.

## Medaillengewinner
| Disziplin    | Gold                            | Silber                            | Bronze                             |
| ------------ | ------------------------------- | --------------------------------- | ---------------------------------- |
| Herreneinzel | Alonso Medel                    | Fernando Sanhueza                 | Iván León                          |
| Herreneinzel | Alonso Medel                    | Fernando Sanhueza                 | Cristobal Conejero                 |
| Dameneinzel  | Ashley Montre                   | Constanza Naranjo                 | Andrea Montero                     |
| Dameneinzel  | Ashley Montre                   | Constanza Naranjo                 | Javiera Torres                     |
| Herrendoppel | Cristian Araya Iván León        | Cristobal Conejero Daniel Cortez  | Alonso Medel Fernando Sanhueza     |
| Herrendoppel | Cristian Araya Iván León        | Cristobal Conejero Daniel Cortez  | Ricardo Munoz Wilmer Ramirez       |
| Damendoppel  | Ashley Montre Constanza Naranjo | Mickaela Skaric Javiera Torres    | Andrea Montero Loreto Pontigo      |
| Damendoppel  | Ashley Montre Constanza Naranjo | Mickaela Skaric Javiera Torres    | Camila Macaya Belen Troncoso       |
| Mixed        | Alonso Medel Camila Macaya      | Francisco Rojas Constanza Naranjo | Cristian Araya Javiera Torres      |
| Mixed        | Alonso Medel Camila Macaya      | Francisco Rojas Constanza Naranjo | Benjamin Bahamondez Belen Troncoso |